# Гроссер, Борис Николаевич
Борис Гроссер (первоначальное имя Бернард Абелевич Гросер; 26 октября 1889, Одесса — 15 января 1982, Монруж, Франция) — французский художник.

## Биография
Родился в семье аптекарского помощника Абеля Зельмановича Гросера (1864—1942) и Марии (Матли) Абрамовны Поляковой (1862—1929); племянник издателя В. А. Полякова и журналиста А. А. Полякова. У него была сестра Аделла (1891) и брат Александр (1893). Приблизительно в 1910 году семья поселилась в Петербурге, где жила сначала на Пушкинской, затем на Лиговской улицах. Его отец (к тому времени уже Альберт Семёнович Гроссер) в 1910-е годы работал управляющим выстроенного в 1911 году дома архитектора Ф. Ф. Лумберга по Коломенской улице 10, где также поселилась вся семья. Впоследствии он занимался издательской деятельностью вместе с братом жены Владимиром Поляковым.
В 1903—1907 годах учился в Одесском художественном училище, затем в рисовальной школе Общества поощрения художников в Петербурге в мастерской И. Я. Билибина. В 1911—1912 годах учился в рисовальной школе Ш. Холоши в Мюнхене, в 1913—1914 годах — в мастерской Мориса Дени в академии Поля Рансона в Париже. В 1914 году он вернулся в Петроград, где служил художником-декоратором в Театре музыкальной драмы И. М. Лапицкого.
С 1918 года жил в Одессе, работал декоратором в антрепризе Севастьянова, оформлял книги для издательств «Омфалос» и Южнорусского общества печатного дела, работал в газете «Театр», участвовал в выставочной деятельности — 1-й Народной выставке картин, плакатов, вывесок и детского творчества, XXIX выставке картин Товарищества южнорусских художников, выставке картин Общества независимых художников. Жил по улице Скобелева (ныне Еврейская) 22, кв. 5, в семье своей тёти Полины Абрамовны Ослан (в девичестве Поляковой). После установления советской власти в Одессе в 1920 году уехал в Константинополь, оттуда в марте того же года в Италию, а в 1921 году — в Париж.
В 20—30-е годы работал с книжными издательствами Франции, Германии, Голландии, оформлял книги с произведениями известных русских авторов — Ивана Бунина, Владимира Набокова и других.
Награждён серебряной медалью за книжную графику произведений, представленных на Всемирной выставке в Париже (1937). С конца 50-х годов жил в пригороде Парижа Монруже, где и умер.

## Семья
Брат — Александр Альбертович Гроссер (1893—1972), занимался издательской деятельностью, работал художником в газете «Красное знамя» в Ленинграде; в 1927 году арестован и осуждён коллегией ОГПУ на три года ссылки.
Внук — петербургский художник Андрей Валентинович Филиппов (1958—2004).
Двоюродный брат — историк Леон Поляков. Двоюродная сестра — София Полякова, филолог‑классик, византинист, исследователь русской литературы.